# Perknov

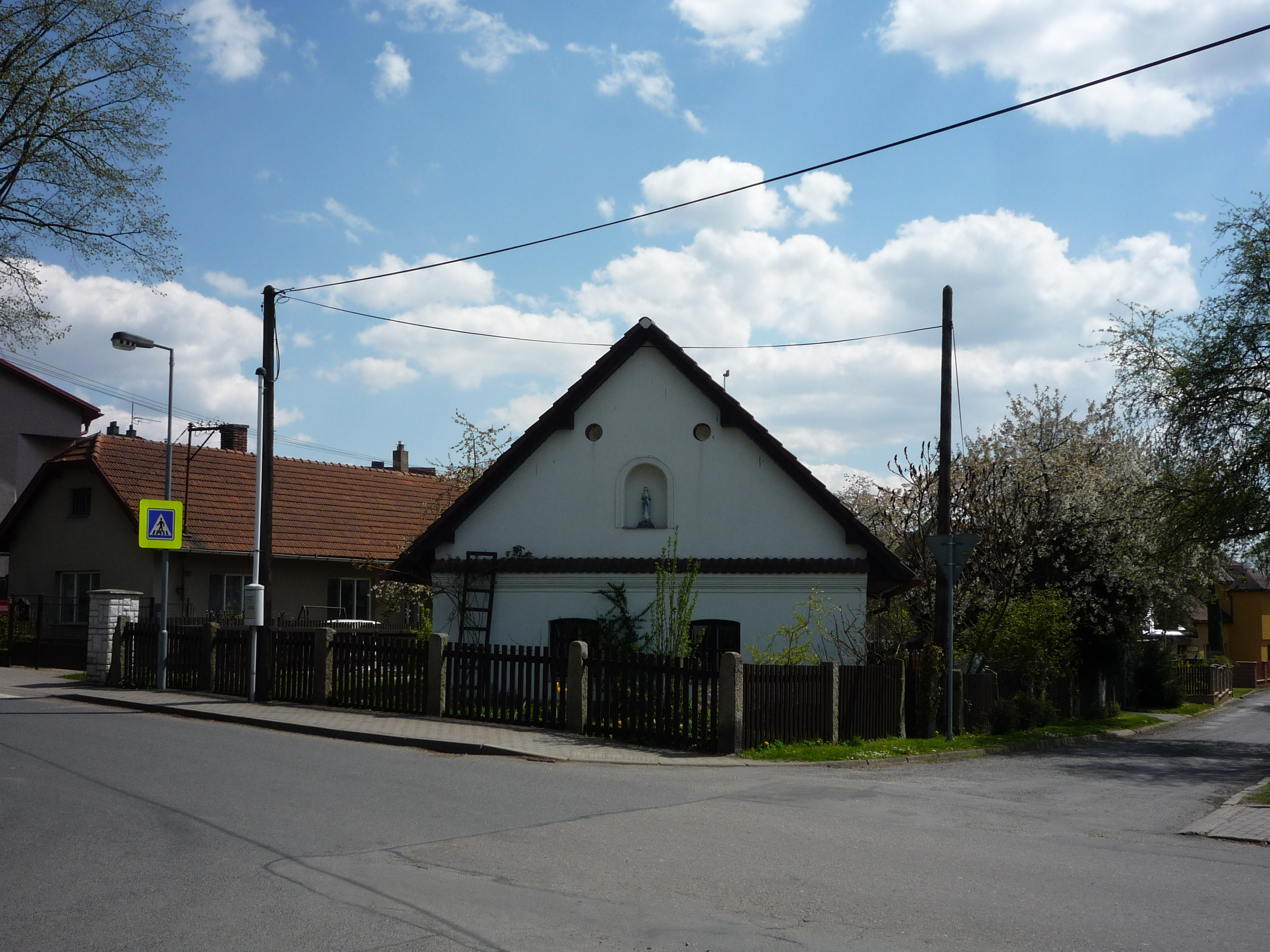
Häuser am Dorfplatz

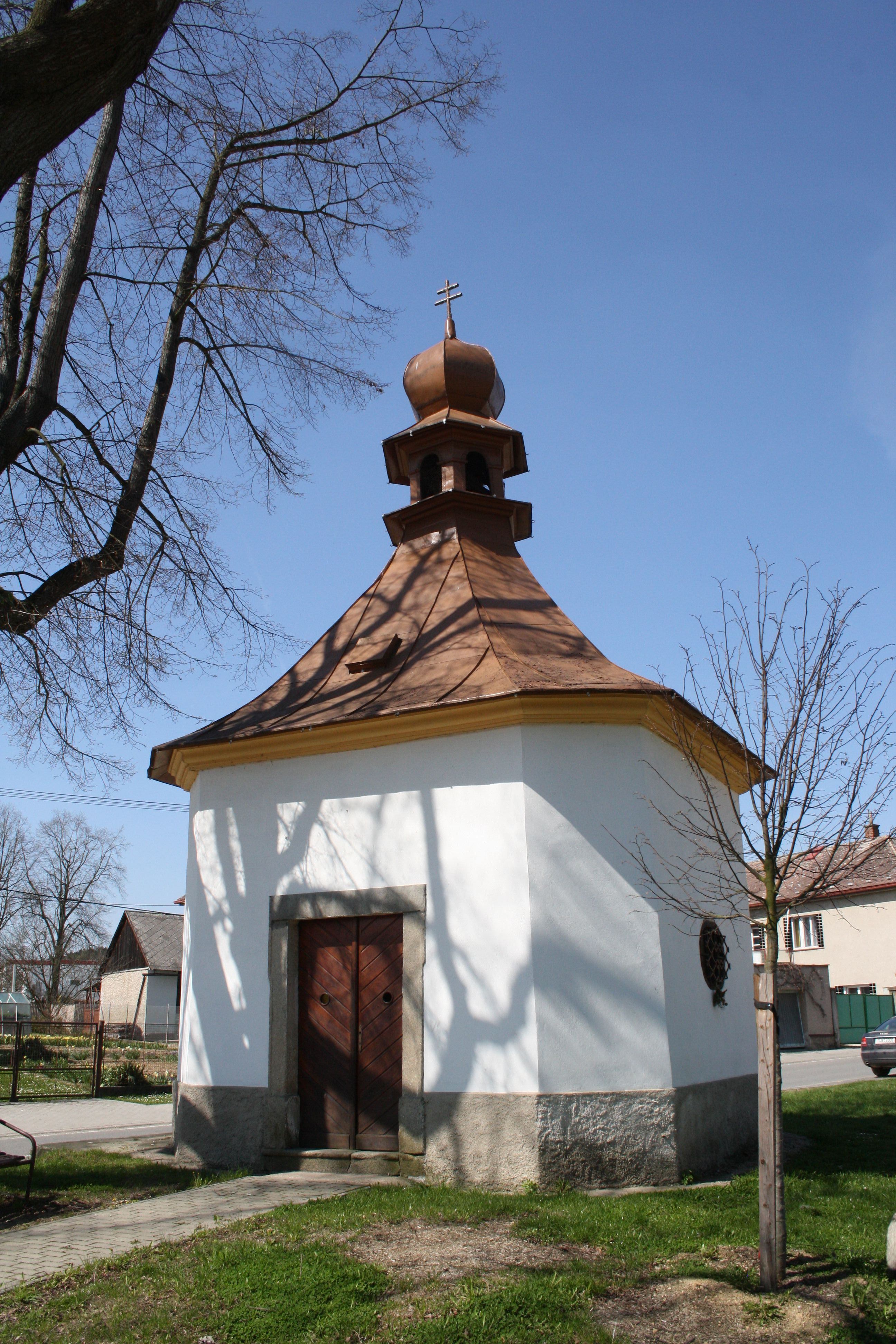
Kapelle der Jungfrau Maria

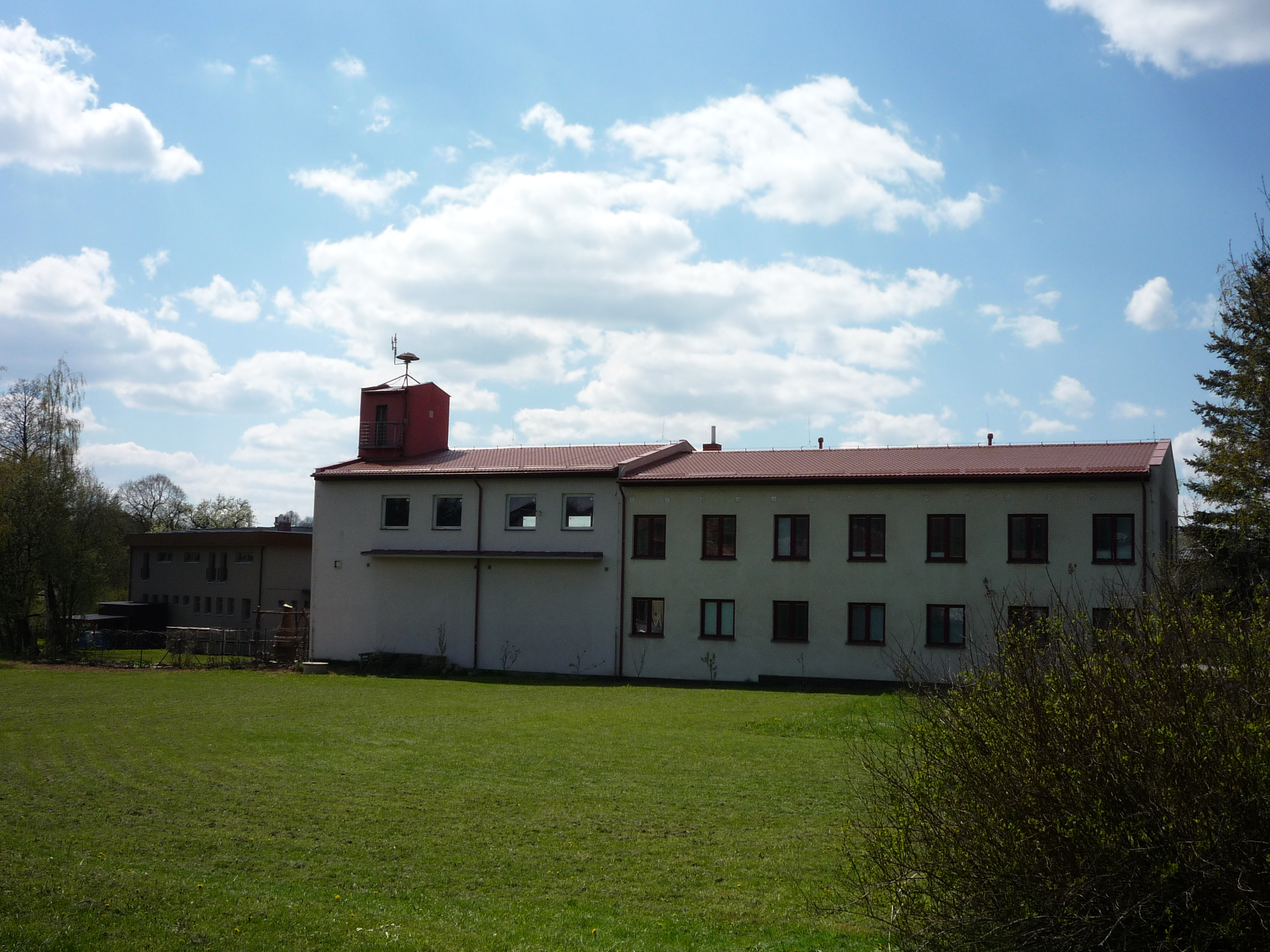
Feuerwache

Perknov (deutsch Perknau, auch Pergnau) ist eine Ortschaft der Stadt Havlíčkův Brod in Tschechien. Sie liegt drei Kilometer nordwestlich des Stadtzentrums von Havlíčkův Brod und gehört zum Okres Havlíčkův Brod.

## Geographie
Perknov befindet sich am rechten Ufer der Sázava in der Hornosázavská pahorkatina (Hügelland an der oberen Sázava). Durch den Ort führt die Staatsstraße II/150 zwischen Havlíčkův Brod und Světlá nad Sázavou. Auf der gegenüberliegenden Flussseite verläuft die Bahnstrecke Znojmo–Nymburk; der Haltepunkt Perknov liegt auf der Gemarkung Veselice. Südöstlich von Perknov mündet der Rozkošský potok in die Sázava. Im Südwesten erhebt sich der Nad Veselickém kopci (465 m n.m.), westlich die Skalice (448 m n.m.).
Nachbarorte sind Radostín, Pelestrov, Rozňák und Kotlasův Dvůr im Norden, Drátovna,  Vlkovsko, Český Dvůr und Občiny im Nordosten, Sídliště Výšina, Letná und Rozkoš im Osten, Panský und Dolní Papšíkov im Südosten, Horní Papšíkov und Poděbaby im Süden, Veselice im Südwesten, Vadín und Klanečná im Westen sowie Horní Chlístov, Černý Les und Veselý Žďár im Nordwesten.

## Geschichte
Perknov wurde im 14. Jahrhundert von Deutschbroder Bürger gegründet; Grundherren waren zu dieser Zeit die Herren von Leipa. Die erste schriftlich Erwähnung des Dorfes erfolgte 1382 im Zusammenhang mit Jan von Perknov. Im Jahre 1450 wurde Aleš von Perknov erwähnt. Besitzer des Hofes und Dorfes war zu Beginn des 16. Jahrhunderts der Oberstmarschall des Königreiches Böhmen, Johann von Leipa auf Krumlov. Die erste Erwähnung der Feste Perknov erfolgte 1533, als Johann von Leipa das Dorf zusammen mit Suchá und einem wüsten Hof an Peter Kamberský von Kamberk verkaufte. Später erlangte er Perknov zurück und überließ die Feste und das Dorf an Johann d. Ä. Trčka von Lípa. Nach dessen Tod im Jahre 1540 verkauften die Vormünder seiner Kinder das Dorf und den Meierhof Perknov an die Stadt Deutschbrod. Den ehemaligen Kamberkschen Hof verkaufte die Stadt noch im selben Jahre an Vondra von Perknov. Da die Feste in dem Kauf nicht erwähnt wird, ist anzunehmen, dass sie zu dieser Zeit wüst lag. Später ließ Mikuláš Čuřík oder dessen gleichnamiger Sohn die Feste erneuern, letzterer ist 1571 im Deutschbroder Stadtbuch als ihr Besitzer nachweislich. Danach wechselten sich verschiedene Deutschbroder Bürger als Besitzer der Feste ab. Nach 1582 erlosch die über dem oberen Dorfteich an der Straße nach Veselý Žďár gestandene Feste Perknov für immer und ohne sichtbare Spuren. In der Seelenliste von 1651 sind für Perknov 83 Personen (14 Familien) aufgeführt; auf dem Brentenhof (Spálený dvůr) lebten 6 Beschäftigte  und auf dem Kotlashof 15 Personen (2 Familien mit Knechten). Im Jahre 1713 hatte Perknov 90 Einwohner. 1787 standen in Perknau 20 Häuser.
Im Jahre 1840 bestand das im Caslauer Kreis gelegene Dorf Perknau bzw. Perknow, auch Bergnau genannt, aus 33 Häusern, in denen 214 Personen lebten. Im Ort gab es eine Mühle. Nach Perknau konskribiert waren die Kotlashöfe (4 Bauernhöfe). Gepfarrt war das Dorf zur Teutschbroder Dechanteikirche. Bis zur Mitte des 19. Jahrhunderts blieb Perknau der königlichen Stadt Teutschbrod untertänig.
Nach der Aufhebung der Patrimonialherrschaften bildete Perknov ab 1849 mit dem Ortsteil Kotlasov eine Gemeinde im Gerichtsbezirk Deutschbrod. Ab 1868 gehörte der Ort zum Bezirk Deutschbrod. 1890 hatte Perknov 276 Einwohner und bestand aus 37 Häusern. Im Jahre 1910 lebten in Perknov 331 Menschen. Beim Zensus von 1921 wurden 351, durchweg tschechischsprachige Einwohner in 48 Häusern gezählt. 1930 hatte Perknov 403 Einwohner (402 Tschechen, 1 Deutscher) und bestand aus 66 Häusern; nach der Religionszugehörigkeit waren es 359 Katholiken, 42 Hussiten und 2 Konfessionslose. Zur Gemeinde gehörten die Ortschaften Drátovna (1 Haus mit 5 Personen), Kotlasův dvůr (3 Häuser mit 26 Personen) und Černý Les (1 Haus mit 3 Personen).
Kotlasův Dvůr wurde in den 1950er Jahren nach Knyk umgemeindet. 1960 erfolgte die Eingemeindung nach Havlíčkův Brod. In der zweiten Hälfte des 20. Jahrhunderts wurde östlich des alten Dorfes eine große Wohnsiedlung  (Perknov II) errichtet. Im Jahre 2011 hatte Perknov I 422 Einwohner, in Perknov II waren es 1159 und in Černý Les neun.

## Ortsgliederung
Perknov gehört zum Ortsteil Havlíčkův Brod und ist in die Grundsiedlungseinheiten Perknov I und Perknov II aufgeteilt. Perknov I umfasst das alte Dorf und wird volkstümlich Starý Perknov genannt. Als Perknov II wird die Wohnsiedlung bezeichnet. Zu Perknov gehören außerdem die Einschichten Černý Les und Drátovna.
Der Katastralbezirk Perknov umfasst die Grundsiedlungseinheiten Perknov I, Perknov II und Černý Les.

## Sehenswürdigkeiten
- Kapelle der Jungfrau Maria